# HANDEAD ANTHEM
『HANDEAD ANTHEM』（ハンデッドアンセム）は、ニジスタによる男性声優×ゾンビ×EDMの新キャラクター音楽プロジェクト。通称「ハンセム」。
ニジスタから発足した男性声優番組である『K4カンパニー』から生まれたプロジェクト。K4カンパニーに出演する小松昌平、益山武明、増元拓也、濱健人の4人で16キャラを担当している。
キャラクター原案はdevaをさらちよみ、HIGH-TIDEをホームラン・拳、B.U.Hをカズアキ、夜鳴を中原が担当している。

## 概要
2019年4月29日にyoutubeのニジスタch内で配信された生放送「K4カンパニー戦略発表会2019年春」にて、『プロジェクトD』という名前でプロジェクト始動。全16キャラを4人で担当することも明かされた。
同年7月26日に上記のch内にて配信された生放送「コンテンツ事業部重大発表会～ゾンビと過ごす夏の夜～」から『HANDEAD ANTHEM』の名前で本格的にコンテンツが動き始める。同生放送内にて、全キャラクターイラストと世界観、ストーリーが公開された。
楽曲ではDance Dance Revolutionで名を馳せるNAOKIや、ボーカロイドプロデューサーの八王子P、日本を代表する音楽プロデューサーKSUKE、メジャーアーティストへの楽曲提供なども行うMaozonらを起用している。
2020年9月には第2弾チーム楽曲の制作が決定し発売され、HANDEAD ANTHEMch内にてボイスドラマやMVの公開、またドラマCDの発売、サブスク配信などの展開がされている。
2021年1月16日から2月20日にかけて、第1章完結長編ボイスドラマ「TEMPEST」が隔週で公開。
以降のHANDEAD ANTHEMを新章として、2021年3月にALBAと修羅浄土の2チーム6キャラクターが追加。新キャストも発表された。
これにより当作品は16キャラクターから22キャラクターへと増員。なお、彼らの声を担当する声優の総人数は7名である。

## ストーリー・世界観
かつて、独裁者の洗脳により1日15時間の労働を義務付けられ心が死んだ人間、通称「アライバー」は日常に夢も希望も見出せないでいた。
21xx年。アライバーの心を生き返らせることができる唯一の存在、ハンデッドと呼ばれる半死半生のパッションゾンビが誕生。のちに優秀なハンデッドだけを集めた組織「デッド＆アライヴ（通称DAA）」が設立され、全人類ハンデッド化を目指し、洗脳されたアライバーに有効な音楽ジャンルEDMを駆使した布教活動を開始していく。
特にカリスマ的魅力を発揮する広島本部・福岡支部・高知支部・沖縄支部はD4と呼ばれ、 全ハンデッドの憧れの存在となった。

ハンデッドになることで感受性が豊かになり、体の一部が死ぬ代わりに心が生き返る。また、老化のスピードが落ちる、長時間の不眠や絶食でも生存が可能というメリットが生まれる。デメリットとしては、クレイジービーという蜂に2回刺されると全身が腐りただ彷徨うだけの存在である「ゼンデッド」となってしまうこと、体の一部が腐敗した「デッドポイント」という部分が生まれ、その場所が取れやすくなったりすること、他にも怪我や病気が治りにくくなるという点がある。
興奮したり、極度の緊張状態に陥ると「デッドレベル」が上昇し、クレイジービーが寄ってくる。デッドレベルが90％を越えると瞳が血色に染まり、一時的に喜怒哀楽のタガが外れるため自身のデッドレベルのコントロールには気をつけなければならない。

## 登場人物
プロフィールは全て公式サイトを出典としている。デッドポイントの詳細についてはK4カンパニー 2nd#21も参照。

### deva（ディーバ）
天神 コウ(てんじん こう)
声 - 小松昌平
- 年齢：25 / 職業：臨床心理士 / 身長：164cm / 誕生日：11月10日 / 血液型：A / 趣味：サボテンを育てる
- ハンデッドになったきっかけ：生まれつきハンデッド / デッドポイント：右手

DAA史上最年少の15歳で福岡支部のヘッドになった経歴を持つ。本人の意思には関係なく人を惹き付ける神秘的な魅力があり、敦豪、隆景、信乃も彼の魅力に惹かれ入信した。 実は音痴でハンデッド最大の武器である「歌」を苦手としているが、カリスマ性と努力でカバーしている。 DAAの活動がない時は大学病院の非常勤で臨床心理士を務める。 ノラ（夜鳴）の元担当心理士。 人を救いたいと思う一方自身は過去の過ちに囚われ不眠症な日々を送る。
杁 敦豪(えぶり あつひで)
声-増元拓也
- 年齢：29 / 職業：オートバイレーサー / 身長：188cm / 誕生日：3月21日 / 血液型：O / 趣味：ツーリング
- ハンデッドになったきっかけ：17歳の時コウに噛まれてハンデッド / デッドポイント：頭

過去、妹とコウに一度ずつ命を救われている。体の一部（心臓）が自分の物じゃない。 コウには救われた時の恩があり、恩をかえすために右腕としてdevaを支えている。 隆景とは気が合わないが、コウ曰く変なところで息が合っているらしい。 ずみ（HIGH-TIDE）とはツーリング仲間。 料理が上手く、メンバーの為によく腕を振るっている。
黒崎 隆景(くろさき たかかげ)
声-濱健人
- 年齢：29 / 職業：元大手アパレルブランドの商社マン / 身長：178cm / 誕生日：9月7日 / 血液型：A / 趣味：クロスワードパズル、ミステリー小説
- ハンデッドになったきっかけ：24歳の時コウに噛まれてハンデット / デッドポイント：右手

5年前、人生どん底期にコウの歌声を聞いて救われて以来、異常なまでの羨望をコウに寄せる。devaの仕事を率先してこなす有能マン。 コウと昔馴染み面をしている敦豪が邪魔。 右腕にコウと同じデッドポイントがあり、コウに褒められるとその部位が疼く。 且つて広島に住んでいて天外（B.U.H）とは実家が隣同士の幼馴染。
鬼童町 信乃(おんどうまち しの)
声-益山武明
- 年齢：15 / 職業：中学3年生 / 身長：151cm / 誕生日：6月6日 / 血液型：B / 趣味：落語、囲碁、民謡
- ハンデッドになったきっかけ：13歳の時コウに噛まれてハンデッド / デッドポイント：右耳

祖父母に育てられたので口調や趣味が年寄り気味な中学生。deva所属になってからはコウの家でお世話になっている。 明るくちゃきちゃきした性格でチームのムードメーカーだが、雨の日は片頭痛に悩まされる。 ファッションに興味がなく、溺(B.U.H)のお下がりを定期的に貰っている。 利狂(B.U.H)、ずみ(HIGH-TIDE)、ノラ(夜鳴)とはボドゲ仲間。

### HIGH-TIDE（ハイタイド）
嘉間良 流(かまら りゅう)
声-益山武明
- 年齢：28 / 職業：水泳選手 / 身長：180cm / 誕生日：8月22日 / 血液型：B / 趣味：大勢で集まってワイワイ飲み食いすること
- ハンデッドになったきっかけ：生まれつきハンデッド / デッドポイント：首、脇腹

自分を超えるスイマーハンデッドを生み出す為にDAAに所属した水泳バカ。世界を飛び回る生活をしつつ、海の目の前のシェアハウス『shark House(シャークハウス)』の管理人で、真那人、ずみ、依留を養っている。 眩（B.U.H）とは異母兄弟で、弟のことを気にかけている。 壊滅的な機械音痴。HIGH-TIDEのグループチャットでは抜けたり招待されたりを繰り返している。
石垣 真那人(いしがき まなと)
声-濱健人
- 年齢：30 / 職業：サーファー / 身長：178cm / 誕生日：11月27日 / 血液型：AB / 趣味：釣り
- ハンデッドになったきっかけ：17歳の時インフルエンサー型のクラゲに刺されてハンデッド / デッドポイント：左脚

インスタのフォロワー500万の人気サーファー。自身のサーフブランドを持っている。クラゲに刺される事件以降、海が全く感じられないところでは挙動不審になる『海欠乏症』。海の近くでは元気溌剌(はつらつ)。 塩水を飲んだり波の音を聞くと回復する。 超甘党であり、ご飯に練乳をかけるほど。ずみからは「デブ飯」とドン引かれている。
冨着 ずみ(ふちゃく ずみ)
声 - 小松昌平
- 年齢：27 / 職業：無職 / 身長：168cm / 誕生日：2月25日 / 血液型：B / 趣味：バイクのカスタマイズ、ツーリング
- ハンデッドになったきっかけ：15歳の時デッド注射でハンデッド / デッドポイント：左頬

チャンネル登録数760万の元人気配信主。炎上して以降、現在はお休みしてヒモ生活をエンジョイ中。 『shark House』の前で生き倒れていたところを流に拾われてから、ちゃっかり住み着く。 真那人が挙動不審になったら塩水をかけてあげたりと細やかな気遣いは得意。 大食いはNGワードで「美味しそうに食べるね」と言わないと怒る。 溺(B.U.H)とはオンラインゲーム仲間でほぼ毎晩画面の中で会っている。
真我里 依留(まがり いる)
声-増元拓也
- 年齢：23 / 職業：モデル / 身長：176cm / 誕生日：7月11日 / 血液型：O /趣味：ご当地マスコットキャラ、ヘアメイク
- ハンデッドになったきっかけ：22歳の時流に噛まれてハンデッド / デッドポイント：腰

インスタのフォロワー870万の人気モデル。ストーカーから逃げていた時、持病の腹痛に襲われ『shark House』の前で生き倒れていたところを流に拾われ、そのまま住み着く。 実家が神社で先祖代々短命な家系の為、少しでも長生きできればと思いハンデッドになる。 落ちた指をオーラで誰のものか言い当てることが得意。 寝息をたてずに眠るので、ずみに死んでるのかと思ったとよく言われる。

### B.U.H（ビーユーエイチ）
三次 利狂(みよし りきょう)
声-増元拓也
- 年齢：34 / 職業：大学教授 / 身長：183cm / 誕生日：1月10日 / 血液型：B / 趣味：動物の観察
- ハンデッドになったきっかけ：生まれつきハンデッド / デッドポイント：右目周り

IQ178の天才でありド級の変わり者。広島本部のヘッドを務める傍ら、大学で動物行動学の研究をしている。 双子の弟がゼンデッドで、過去に１度自身もクレイジビーに刺されている。 右目は義眼で見えていない。 家事全般興味がなく、共に暮らす眩が代わりに掃除をしている。 ジャコウネコの「五右衛門」をペットとして飼っていてフンを煎じてコーヒーとして毎朝飲んでいる。
比作 天外(ひっつくり てんがい)
声-益山武明
- 年齢：29 / 職業：ストリートアーティスト / 身長：172cm / 誕生日：12月12日 / 血液型：AB / 趣味：人体改造
- ハンデッドになったきっかけ：不明 / デッドポイント：左手、股間

IQ141のアーティスト。天才とバカは紙一重。普段は神出鬼没で言動も一貫性がないが、何かひらめくと壁や床等場所を構わず絵を描き始める。 左手の指が取れやすくよく落とすので、B.U.H総出で探すことが日常。 合計8個のピアスがついている。 広島風お好み焼きをこよなく愛していて、B.U.H（バリうまい広島お好み焼き）の発案者でもある。 ５歳までの記憶がないが、幼馴染の隆景(deva)だけが知っている天外の過去が多々ある。
白島 溺(はくしま でき)
声-濱健人
- 年齢：27 / 職業：サウンドクリエーター / 身長：163cm / 誕生日：2月14日 / 血液型：O / 趣味：ファッション、ロックバランシング
- ハンデッドになったきっかけ：13歳の時デッド注射でハンデッド / デッドポイント：左耳、肩

IQ138で作詞・作曲・編曲・演奏・歌唱すべてをひとりで行う音楽業界のカリスマ。数々の人気楽曲を生み出してきた。だが、連帯保証人として友人に7000万の借金を負わされてから極度の人間不信になる。 借金を全額肩代わりしてくれた利狂には頭が上がらない。 視力は悪くないが、バリアとしてメガネとマスクを常に着用している。 五右衛門を溺愛することが生きがい。
嘉間良 眩(かまら くらむ)
声 - 小松昌平
- 年齢：20 / 職業：大学生2年生 / 身長：175cm / 誕生日：4月16日 / 血液型：A / 趣味：珠算、ルービックキューブ
- ハンデッドになったきっかけ：5歳の時流に噛まれてハンデッド / デッドポイント：左手首

IQ130でB.U.Hの3人に振り回されながらもトータルマネジメントする、裏のまとめ役。不動産屋の手違いで利狂と部屋がかぶり同居することになって以降、部屋の散らかりように苦労が絶えない。 潔癖症で、利狂の観察キッドから脱走する虫によく発狂している。 流(HIGH-TIDE)とは異母兄弟で、兄に嫉妬に似た憧れを抱く。

### 夜鳴（よな）
和食 雷我(わじき らいが)
声-濱健人
- 年齢：18 / 職業：高校2年生 / 身長：172cm / 誕生日：5月31日 / 血液型：O / 趣味：ゲーム、格闘技
- ハンデッドになったきっかけ：生まれつきハンデッド / デッドポイント：左腕

1年前に高知支部に入るとすぐにヘッドに抜擢された期待のルーキー。ある人物に憧れてDAAに所属した。 利狂(B.U.H)とは昔から顔見知りだが苦い関係性。 口の悪さとよさこい愛は、老舗の酒造6代目の祖父譲り。 廃課金癖があり、ガシャがドブる度に高知に咆哮がこだます。
久重 護(くえ まもる)
声-益山武明
- 年齢：17 / 職業：高校2年生 / 身長：175cm / 誕生日：4月12日 / 血液型：B / 趣味：サウナ巡り、筋トレ、書道
- ハンデッドになったきっかけ：16歳の時雷我に噛まれてハンデッド / デッドポイント：左膝下

高跳びの選手だったが、故障により選手生命が断たれ心が腐りかけていた時雷我に噛み砕かれて目が覚める。義理人情に熱く、雷我がDAAに入ると聞いて真っ先に付き合うぜと手を挙げた。 弟と妹に付き合って幼児向けアニメを見ていたら熱いストーリーにハマってしまった隠れオタ。 書道の先生の母の影響で字が達筆で、夜鳴の文字は護が書いた。
藻津 ノラ(むくづ のら)
声-増元拓也
- 年齢：17 / 職業：高校2年生 / 身長：167cm / 誕生日：10月15日 / 血液型：AB / 趣味：ネコ、写真、ホラー
- ハンデッドになったきっかけ：16歳の時雷我に噛まれてハンデッド / デッドポイント：うなじ

福岡から高知に転校してきたばかりのnewface。誰に対しても丁寧語で物腰柔らかいが、たまに辛辣な言葉を浴びせてくる。 臨床心理士のコウ(deva)には、福岡で不祥事を起こした頃から専任でお世話になっている。 離れて暮らす弟に穏人が似ている為、穏人には優しい。 信乃(deva)、利狂(B.U.H)、ずみ(HIGH-TIDE)のボドゲ会の「人狼会」では15勝0敗で完勝を記録している。
春野 穏人(はるの やすと)
声 - 小松昌平
- 年齢：17 / 職業：高校2年生 / 身長：158cm / 誕生日：9月23日 / 血液型：O / 趣味：特撮ヒーロー
- ハンデッドになったきっかけ：16歳の時雷我に噛まれてハンデッド / デッドポイント：背中

雷我に幼い頃から憧れ、相手にされないながらも根気強くついてきたおかげで夜鳴のメンバーに入れた頑張り屋。見かけの可愛さとは反対に、体の半分以上がDEADしている。 エゴサ癖があり、夜鳴と雷我のことをついチェックしてしまう。 特撮ヒーローネプチューンが大好きで、過去にスーツアクターだった真那人(HIGH-TIDE)の前では緊張してしまう。 ノラと登校しているが、毎朝同じ場所で同じカラスに自分だけ襲われるのが悩み。

## ディスコグラフィ

### 1st single
| ユニット                                                                     | 発売日        | タイトル           | 収録曲 | 作詞/作曲                                                        |
| ---------------------------------------------------------------------------- | ------------- | ------------------ | --- | ---------------------------------------------------------------- |
| 天神 コウ、 嘉間良 流、三次 利狂 、和食 雷我 deva / HIGH-TIDE / B.U.H / 夜鳴 | 2019年11月9日 | 「WANTED HANDEAD」 | 1.WANTED HANDEAD 2.WANTED HANDEAD(inst) 3.Drama Track [deva propaganda] 4.Drama Track [TYPHOON] 5.Drama Track [lose control] 6.Drama Track [憧れの彼方] | 1.WANTED HANDEAD 作詞・作曲 : 小倉しんこう / 編曲 : ちばけんいち |

### 第1弾チーム楽曲
| ユニット  | 発売日        | タイトル     | 収録曲                                                                                    | 作詞/作曲                                                                      |
| --------- | ------------- | ------------ | ----------------------------------------------------------------------------------------- | ------------------------------------------------------------------------------ |
| B.U.H     | 2020年1月29日 | 「fLeEk」    | 1.fLeEk 2.fLeEk (inst) 3.Drama Track [未知との遭遇] 4.Drama Track [お好み焼きの夜]        | 1.fLeEk 作詞：オミ織葉、作曲：NAOKI MAEDA、編曲：Cranky                        |
| 夜鳴      | 2020年2月12日 | 「宵宵乱舞」 | 1.宵宵乱舞 2.宵宵乱舞(inst) 3.Drama Track [遅れてきた転入生] 4.Drama Track [交わした約束] | 1.宵宵乱舞 作詞：q*Left、作曲：八王子P                                         |
| deva      | 2020年2月26日 | 「Why not?」 | 1.Why not? 2.Why not?(inst) 3.Drama Track [Awake] 4.Drama Track [Encore]                  | 1.Why not? 作詞：KANATA OKAJIMA、作曲：KSUKE、MEG                              |
| HIGH-TIDE | 2020年3月18日 | 「BIG WAVE」 | 1.BIG WAVE 2.BIG WAVE(inst) 3.Drama Track [Wipeout] 4.Drama Track [踊れSurfbeat]          | 1.BIG WAVE 作詞：SHOW(Digz, Inc. Group)、作曲・編曲：Maozon (Digz, Inc. Group) |

### 第2弾チーム楽曲
| ユニット  | 発売日         | タイトル              | 収録曲                                                                                    | 作詞/作曲 |
| --------- | -------------- | --------------------- | ----------------------------------------------------------------------------------------- | --- |
| 夜鳴      | 2020年7月15日  | 「Rewrite the World」 | 1.Rewrite the World 2.参上！わりことし 3.Rewrite the World(inst) 4.参上！わりことし(inst) | 1.Rewrite the World 作詞：Risa Yuzuki、作曲・編曲：Maozon 2.参上！わりことし 作詞：オミ織葉、作曲：Pico 編曲：Cranky      |
| HIGH-TIDE | 2020年8月19日  | 「HIGH-LIGHT-BLUE」   | 1.HIGH-LIGHT-BLUE 2.Miss Mermaid 3.HIGH-LIGHT-BLUE(inst) 4.Miss Mermaid(inst)             | 1.HIGH-LIGHT-BLUE 作詞：Risa Yuzuki、作曲・編曲：kors k(EDP) 2.Miss Mermaid 作詞：ころん：,Pico、作曲：Pico、編曲：Cranky |
| B.U.H     | 2020年9月16日  | 「INFECTION」         | 1.INFECTION 2.Crazy Be Crazy 3.INFECTION(inst) 4.Crazy Be Crazy(inst)                     | 1.INFECTION 作詞：Pico、作曲・編曲：Cranky 2.Crazy Be Crazy 作詞：かぼちゃ、作曲：Pico、編曲：Cranky                      |
| deva      | 2020年10月21日 | 「Calling you」       | 1.Calling you 2.命の華 3.Calling you(inst) 4.命の華(inst)                                 | 1.Calling you 作詞：Risa Yuzuki、作曲・編曲：KSUKE,MEG 2.命の華 作詞：オミ織葉,Pico、作曲・編曲：Cranky＆Pico             |

### DAA fes優勝記念楽曲
| ユニット | 発売日         | タイトル       | 収録曲                          | 作詞/作曲                                          |
| -------- | -------------- | -------------- | ------------------------------- | -------------------------------------------------- |
| B.U.H    | 2020年11月11日 | 「MAD PARADE」 | 1.MAD PARADE 2.MAD PARADE(inst) | 1.MAD PARADE 作詞：Risa Yuzuki、作曲・編曲：ANCHOR |

### 16人楽曲
| ユニット | 発売日        | タイトル          | 収録曲 | 作詞/作曲                                      |
| --- | ------------- | ----------------- | --- | ---------------------------------------------- |
| 天神 コウ、冨着 ずみ、嘉間良 眩、春野 穏人 嘉間良 流、鬼童町 信乃、比作 天外、久重 護 三次 利狂、杁 敦豪、真我里 依留、藻津 ノラ 和食 雷我、黒崎 隆景、石垣 真那人、白島 溺 | 2020年12月9日 | 「KNOCK'EM DEAD」 | 1.KNOCK'EM DEAD 2.KNOCK'EM DEAD(チームユビキタスver.) 3.KNOCK'EM DEAD(兄のおかきが波でランナウェイver.) 4.KNOCK'EM DEAD(教授と3匹のホモ・サピエンスver.) 5.KNOCK'EM DEAD(Pay for a hobby ver.) 6.KNOCK'EM DEAD(inst) | 1.KNOCK'EM DEAD 作詞・作曲：Pico、編曲：Cranky |

### 22人楽曲
| ユニット | 発売日        | タイトル  | 収録曲                                          | 作詞/作曲                                |
| --- | ------------- | --------- | ----------------------------------------------- | ---------------------------------------- |
| 天神 コウ、冨着 ずみ、嘉間良 眩、春野 穏人 嘉間良 流、鬼童町 信乃、比作 天外、久重 護 三次 利狂、杁 敦豪、真我里 依留、藻津 ノラ 和食 雷我、黒崎 隆景、石垣 真那人、白島 溺 ハン ヒジュン、宇甘 ガラ 龍門 樹、皆野 幸 九里 シモン、知花 源次朗 | 2021年4月15日 | 「AWAKE」 | 1.AWAKE 2.AWAKE(inst) 3.Drama Track [New World] | 1.AWAKE 作詞・作曲：banvox、編曲：banvox |

## ミュージックビデオ
| ユニット                                                                                     | 曲名                                   |
| -------------------------------------------------------------------------------------------- | -------------------------------------- |
| 小松昌平（天神コウ役）、益山武明（嘉間良流役）、増元拓也（三次利狂役）、濱健人（和食雷我役） | 「Live MV」                            |
| B.U.H                                                                                        | 「fLeEk」 「INFECTION」 「MAD PARADE」 |
| 夜鳴                                                                                         | 「宵宵乱舞」 「参上！わりことし」      |
| deva                                                                                         | 「Why not?」 「Calling you」           |
| HIGH-TIDE                                                                                    | 「BIG WAVE」 「Miss Mermaid」          |
| ALBA                                                                                         | 「Go up」                              |
| 修羅浄土                                                                                     | 「SCREAM」                             |
| ALL CHARACTER                                                                                | 「KNOCK'EM DEAD」 「AWAKE」            |

## ボイスドラマ
チーム楽曲CD内におけるドラマパートの他に、HANDEAD ANTHEMch内やCD、Mカードにてボイスドラマが公開、販売されている。
ドラマ第1弾
| 話数 | ユニット名 | タイトル                     |
| ---- | ---------- | ---------------------------- |
| 01   | deva       | 「DEVA STRATEGY MEETING」    |
| 02   | B.U.H      | 「親指Runaway」              |
| 03   | HIGH-TIDE  | 「THE UNEXPECTED HAPPENING」 |
| 04   | 夜鳴       | 「よっちょれ夜鳴魂！」       |
| 05   | B.U.H      | 「OMOTENASHI」               |
| 06   | deva       | 「Rainy Day」                |
| 07   | HIGH-TIDE  | 「shark House」              |
| 08   | 夜鳴       | 「School Days」              |

ドラマ第2弾
| 話数 | キャラクター           | タイトル               |
| ---- | ---------------------- | ---------------------- |
| 01   | 杁 敦豪、冨着 ずみ     | 「motorcycle touring」 |
| 02   | 真我里 依留、久重 護   | 「JUSTICE」            |
| 03   | 鬼童町 信乃、白島 溺   | 「hand-me-down」       |
| 04   | 比作 天外、黒崎 隆景   | 「childhood friend」   |
| 05   | 藻津 ノラ、天神 コウ   | 「REUNION」            |
| 06   | 三次 利狂、和食 雷我   | 「ANOTHER」            |
| 07   | 春野 穏人、石垣 真那人 | 「HERO」               |
| 08   | 嘉間良 流、嘉間良 眩   | 「Half Brother」       |

DAA fes 関連動画
| ユニット  | タイトル                                                         |
| --------- | ---------------------------------------------------------------- |
| 夜鳴      | 「夜鳴 DAAfesマニフェスト」、「和食雷我 寝起きドッキリ」         |
| HIGH-TIDE | 「HIGH-TIDE DAAfesマニフェスト」、「SHARK RADIO」                |
| B.U.H     | 「B.U.H DAAfesマニフェスト」、「うんまい広島お好み焼きの作り方」 |
| deva      | 「deva DAAfesマニフェスト」、「コウ様教本1081箇条講習会」        |

DROP SERIES
ボイスドラマ内におけるモブキャラクターはほぼ全て新祐樹が担当している。
| Disk1 | Disk2 |
| --- | --- |
| 01.分かれ道(黒崎隆景) 02.２番目（久重護） 03.realize（嘉間良眩） 04.SPY（真我里依留） 05.Let’s play!（比作天外） 06.君の代わり（石垣真那人） 07.GAME（藻津ノラ） | 08.存在感（春野穏人） 09.groove（白島溺） 10.Nothing Day（冨着ずみ） 11.治癒（鬼童町信乃） 12.あの日（杁敦豪） 13.成長（嘉間良流） 14.里帰り（三次利狂） 15.distance（和食雷我） 16.水と油（天神コウ） |

TRUCKS TRUST
| 発売日   | ユニット  | 収録内容                                                                               |
| -------- | --------- | -------------------------------------------------------------------------------------- |
| 10月30日 | B.U.H     | 01.比作天外『浮世人』 02.白島溺『始まりの終焉』 03.嘉間良眩『RE START』                |
| 10月30日 | 夜鳴      | 01.久重護『栄枯飛翔』 02.藻津ノラ『動き出すGEAR』 03.春野穏人『追い駆けた背中』        |
| 11月30日 | HIGH-TIDE | 01.石垣真那人『インパクトゾーン』 02.冨着ずみ『FALL DEAD』 03.真我里依留『深海Secret』 |
| 11月30日 | deva      | 01.杁敦豪『Blizzard』 02.黒崎隆景『Meaning of life』 03.鬼童町信乃『Gemstone』         |

TEMPEST
全支部が登場する第1章完結長編ボイスドラマ。DAA fes・DAYBREAKで成功を収めた後の語。全7話。
| Disk1                                          | Disk2                                         |
| ---------------------------------------------- | --------------------------------------------- |
| 1.HELLO WORLD 2.雷鳴 3.欺瞞の神 4.鮫より速い男 | 5.失われた意志 6.それぞれの未来へ 7. Epilogue |

## K4カンパニー内におけるHANDEAD ANTHEM
上記にもあるように『HANDEAD ANTHEM』は、ニジスタから発足した男性声優番組である『K4カンパニー』から生まれた音楽プロジェクトである。「K4カンパニー」と「HANDEAD ANTHEM」は基本的に別コンテンツとして存在しているが、K4カンパニーから派生したコンテンツであり、また出演者である小松昌平、益山武明、増元拓也、濱健人がキャラクター制作の一部に関わるなどしているため、K4カンパニーの動画や生放送、イベント内で度々触れられている。
また各支部・本部が存在している「福岡」、「沖縄」、「広島」、「高知」は声優4人の出身地であり、各キャラクターの苗字も各県の地名に由来している。
K4カンパニーの動画内に登場するHANDEAD ANTHEM一覧
| 配信日   | タイトル                                                         |
| 2019年   | 2019年                                                           |
| -------- | ---------------------------------------------------------------- |
| 4月29日  | 「生放送「K4カンパニー戦略発表会2019年春」」                     |
| 5月13日  | 「「プロジェクトD」キャラ決めドラフト」                          |
| 6月3日   | 「カメラは止めない！ハンデッドがころんだ」                       |
| 7月22日  | 「挑戦！プロジェクトダーツ」                                     |
| 7月26日  | 「生放送「コンテンツ事業部重大発表会～ゾンビと過ごす夏の夜～」」 |
| 8月12日  | 「HANDEAD ANTHEMコール＆レスポンス」                             |
| 8月26日  | 「2周年記念社員総会 ダイジェストpart.1」                         |
| 9月6日   | 「【朗読劇】ようこそデッド＆アライヴへ（2019.8.17）」            |
| 10月7日  | 「HANDEAD ANTHEM ヘッドチャンバラ対決」                          |
| 11月4日  | 「プロジェクトダーツリベンジ！」                                 |
| 11月11日 | 「HANDEAD ANTHEM SHUFFLEペアエチュード」                         |
| 11月25日 | 「AGF2019 噴水ステージ ダイジェスト」                            |
| 11月25日 | 「【朗読劇】AGF2019（2019.11.10）」                              |
| 2020年   |                                                                  |
| 1月27日  | 「B.U.H追加設定会議」                                            |
| 2月20日  | 「夜鳴追加設定会議」                                             |
| 3月2日   | 「deva追加設定会議」                                             |
| 3月16日  | 「HIGH-TIDE追加設定会議」                                        |
| 6月22日  | 「今夜もモリモリ～モリモリメール紹介～」                         |

## その他

### DVD/Blu-ray
- DAA First ONLINE LIVE（2021年）[8][注釈 3]
- DAYBREAK DAY/NIGHT(2021年) [9][注釈 4]
- SUMMER BEAT HANDEAD 朗読劇DVD(2021年) [10][注釈 5]
- SOLO COLLECTION LIVE「16 CARAT」(2022年) [11][注釈 6]

### CONCEPT MOVIE
- 「【HANDEAD ANTHEM】CONCEPT MOVIE」

男性声優×ゾンビ×EDM新感覚プロジェクト『HANDEAD ANTHEM』コンセプトムービー。1人の働く女性がハンデッドになるまでを描いたアナザーストーリーを実写化。劇中には『HANDEAD ANTHEM』テーマソング「WANTED HANDEAD」を使用。

### PV/MV
- 「【MV】ENDLESS ANTHEM -April fool-【HANDEAD ANTHEM】」

2020年エイプリルフール動画。「男性声優×ゾンビ×ヒップホップ(？)」
- 「【PV】90秒でわかる『HANDEAD ANTHEM』【ハンセム】」

世界観説明PV。ナレーションは新佑樹・永井真理子。一部イラストを小松昌平が担当。